# Urocystidaceae
Urocystidaceae Begerow, R. Bauer & Oberw. – rodzina grzybów z rzędu Urocystidales.

## Systematyka
Pozycja w klasyfikacji według Index Fungorum: Urocystidaceae, Urocystidales, Incertae sedis, Ustilaginomycetes, Ustilaginomycotina, Basidiomycota, Fungi.
Według aktualizowanej klasyfikacji Index Fungorum bazującej na Dictionary of the Fungi do rodziny tej należą rodzaje:
- Flamingomyces R. Bauer, M. Lutz, Piatek, Vánky & Oberw. 2007
- Melanoxa M. Lutz, Vánky & R. Bauer 2013
- Melanustilospora Denchev 2003
- Mundkurella Thirum. 1944
- Urocystis Rabenh. ex Fuckel 1870
- Ustacystis Zundel 1945
- Vankya Ershad 2000[2].

Nazwy naukowe na podstawie Index Fungorum.